# Ладью (Міссурі)
Ладью (англ. Ladue) — місто (англ. city) в США, в окрузі Сент-Луїс штату Міссурі. Населення — 8989 осіб (2020).

## Географія
Ладью розташований за координатами 38°38′16″ пн. ш. 90°22′53″ зх. д. / 38.63778° пн. ш. 90.38139° зх. д. (38.637794, -90.381455).  За даними Бюро перепису населення США в 2010 році місто мало площу 22,15 км², уся площа — суходіл.

## Демографія
Згідно з переписом 2010 року, у місті мешкала 8521 особа в 3169 домогосподарствах у складі 2538 родин. Густота населення становила 385 осіб/км².  Було 3377 помешкань (152/км²).
Расовий склад населення:
| - 94,1 % — білих - 3,1 % — азіатів - 1,0 % — чорних або афроамериканців - 0,1 % — вихідців з тихоокеанських островів - 0,1 % — корінних американців |

До двох чи більше рас належало 1,4 %. Частка іспаномовних становила 1,4 % від усіх жителів.
За віковим діапазоном населення розподілялося таким чином: 27,4 % — особи молодші 18 років, 54,0 % — особи у віці 18—64 років, 18,6 % — особи у віці 65 років та старші. Медіана віку мешканця становила 46,4 року. На 100 осіб жіночої статі у місті припадало 94,1 чоловіків;  на 100 жінок у віці від 18 років та старших — 92,7 чоловіків також старших 18 років.
Середній дохід на одне домашнє господарство  становив 274 583 долари США (медіана — 182 875), а середній дохід на одну сім'ю — 304 390 доларів (медіана — 211 667). Медіана доходів становила 140 938 доларів для чоловіків та 77 292 долари для жінок. За межею бідності перебувало 1,4 % осіб, у тому числі 0,0 % дітей у віці до 18 років та 0,6 % осіб у віці 65 років та старших.
Цивільне працевлаштоване населення становило 3639 осіб. Основні галузі зайнятості: освіта, охорона здоров'я та соціальна допомога — 26,3 %, фінанси, страхування та нерухомість — 20,6 %, науковці, спеціалісти, менеджери — 18,8 %.